# Adam Jarubas
Adam Sebastian Jarubas, né le 17 décembre 1974  à Busko-Zdrój, est un homme politique polonais, maréchal de la voïvodie de Sainte-Croix depuis 2006, vice-président du Parti paysan polonais, candidat de ce parti à l'élection présidentielle de 2015. Il rassemble 1,6 % des voix au premier tour.